# 242 Kriemhild
242 Kriemhild este un asteroid din centura principală, descoperit pe 22 septembrie 1884, de Johann Palisa.